# Понижени и навредени
„Понижени и навредени” је југословенски и македонски телевизијски филм из 1971. године. Режирао га је Благој Андреев а сценарио је написао Томе Арсовски по делу Фјодора Достојевског.

## Улоге
| Глумац            | Улога |
| ----------------- | ----- |
| Стојка Цекова     |       |
| Ацо Јовановски    |       |
| Илија Милчин      |       |
| Тодор Николовски  |       |
| Љубиша Трајковски |       |